# رحیم‌آباد (رودسر)
رحیم‌آباد شهری از توابع بخش رحیم‌آباد از بزرگ‌ترین بخش‌های ایران در شهرستان رودسر در استان گیلان ایران است.

## جغرافیا
منطقه رحیم آباد از شمال به بخش کلاچای از جنوب به استان قزوین و رودبار و از شرق به رامسر و از غرب به املش و سیاهکل متصل و در ضلع شمال غربی، غرب و جنوب قله سماموس و در ۹ کیلومتری دریای خزر قرار دارد. این شهر در پای کوه سماموس و نزدیک به رودخانه پولورود(Poolorood)، از دیرباز زمستانگاه خوانین اشکور بوده است. باغ‌های نارنج و مرکبات و چای آن معروف هستند. این منطقه یکی از قطب‌های تولید فندق در کشور است.

## بافت شهر
ساکنان شهر به سه طایفه جور حیاطی (بالا حیاطی)، مِئن حیاطی (میان حیاطی) و جیر حیاطی (پایین حیاطی) تقسیم می‌شوند که مربوط به حیاطهای موجود در تابستانگذران اهالی، بخش رحیم‌آباد، که معتبرترین آبادی اشکور به‌شمار می‌رفت، می‌شود. مِئن حیاطی‌ها را از طایفه هزاراسب می‌دانند (موسی مسعود، کتاب گیلان، بخش تاریخ اشکور) که خود تاریخی دیرینه داشته و در گذشته‌های دور سرزمینهای اشکور و حتی لرستان، خوارزم و ابرکوه ردپای آنان را می‌توان یافت.
بافت شهر هم‌اکنون با آنچه ۳۰ سال قبل داشت، تفاوت کرده و غالب ساکنین آن را مهاجرین روستاهای همجوار تشکیل داده‌اند در حالی که که اهالی بومی به شهرهای دیگر حتی کشورهای دیگر کوچ کرده‌اند.

## زبان
مردم رحیم آباد گیلک هستند و به زبان گیلکی با لهجه بیه پیش سخن می‌گویند.

## مشاهیر
هم‌اکنون بسیاری از ساکنان اولیه آن به دیگر نقاط ایران مهاجرت کرده‌اند. از مشاهیر این شهر می‌توان به علی‌اکبر طلوعی، سیدمحمدتقی معصومی، محمدقلی صدر اشکوری، عباس مقصودی میرزا و طبیب شهر، ساعد فارسی و رحمت‌الله خوارزمی رحیم‌آبادی نقاش معاصر نام برد.

## جاذبه‌های گردشگری
آبشار میلاش، آبشار و دره آسمانرود مایستان پایین، آب معدنی سجیران، استخرسنگی وَفَر (کوشکوه)، جاذبه ورزشی در رودخانه پلرود، رودخانه سموش، جنگل کاج طبیعی، روستای پلام، جنگل لو، روستای بازنشین، جنگل لولمان، راه مالروی قدیم و سنگفرش وایگان تله، کوه بلور (شاه سفیدکوه)، سنگفرش طیولا، صخره‌های عظیم سی‌پرد و جاذبه شگفت‌انگیز ابررودخانه‌ای از مناطق عمده طبیعی جذاب رحیم آباد است.آبشار#سیاتاش واقع در کوشکوه سی سرا

## جمعیت
بر پایه سرشماری عمومی نفوس و مسکن در سال ۱۳۹۵ جمعیت این شهر ۱۰٬۵۷۱ نفر (۳٬۵۰۷ خانوار) بوده است.